# GO!GO!アイドル
『GO!GO!アイドル』（ゴーゴー アイドル）は、1973年8月5日から同年9月30日までTBS系列の『タケダアワー』枠で放送されていたTBS製作のバラエティ番組。全9回。放送時間は毎週日曜 19:00 - 19:30 （日本標準時）。

## 概要
全編フィルム撮影によるアイドルたちの取材映像を用いた番組で、ナレーターのなべおさみと各回のゲストアイドルがその映像を見ながらトークをしていた。ゲストは、主に当時の渡辺プロダクション所属アイドルたちが出演していた。
この番組におけるなべの口調は『シャボン玉ホリデー』（日本テレビ系列）の「キントト・コント」（なべが映画監督に扮するコント）と同じで、番組冒頭での「スタート！」とエンディングでの「カーット！」の叫び声は番組の恒例となった。
テレビドラマの放送が主流であった『タケダアワー』枠で唯一放送されたバラエティ番組であるが、2か月で終了した。

## 放送リスト
各回のサブタイトルは、「○○（その回に出演するゲストアイドルの名前）と30分」と表記されるのが恒例になっていた。参考：朝日新聞 ラジオ・テレビ欄。
| 回 | 放送日 （1973年） | サブタイトル                             |
| -- | ----------------- | ---------------------------------------- |
| 1  | 8月5日            | 郷ひろみと30分                           |
| 2  | 8月12日           | 西城秀樹と30分                           |
| 3  | 8月19日           | 浅田美代子と30分                         |
| 4  | 8月26日           | フォーリーブスと30分                     |
| 5  | 9月2日            | 野口五郎と30分                           |
| 6  | 9月9日            | 藤正樹と30分                             |
| 7  | 9月16日           | 三善英史と30分                           |
| 8  | 9月23日           | 森昌子と30分                             |
| 9  | 9月30日           | 天地真理と30分 「天地真理 想い出の足音」 |

「天地真理と30分」の回の詳細はファンサイトの1ページを参照。

## 放送局
特記の無い限り全て放送時間は日曜 19:00 - 19:30、同時ネット。
- TBS（制作局）
- 北海道放送[1]
- 青森テレビ[2]
- 岩手放送[2]
- 東北放送[2]
- 福島テレビ[2]
- 新潟放送[3]
- 北陸放送[3]
- 信越放送[4]
- テレビ山梨[5]
- 静岡放送[5]
- 中部日本放送[6]

- 朝日放送[7]
- 山陰放送[8]
- 山陽放送[9]
- 中国放送[9]
- テレビ高知[10]
- RKB毎日放送[11]
- 長崎放送[11]
- 熊本放送[11]
- 大分放送[12]
- 宮崎放送[13]
- 南日本放送[13]
- 琉球放送[14]

タケダアワー#ネット局の節も参照。